# 魏橋創業
山東魏橋創業集團有限公司，簡稱山東魏橋創業集團、山東魏橋創業、魏橋創業，以及魏橋創業集團（英語：Shandong Weiqiao Pioneering Group Company Limited）是一家中国综合企业公司。

## 历史
於1951年，最早由當時縣政府設立前身「邹平縣第五油棉廠」，後來在1981年，由張士平（董事長及首席執行官）於山东省邹平市经济开发区魏纺路1号（總部）接手經營。現時業務在國內經營棉业、棉纺、织造、染整、服装、家纺、热电、铝业等，旗下魏桥纺织、中国宏桥集团則在香港交易所主板上市。
而在2012年7月，被美國財富雜誌全球500強企業排名為440位；2016年，排名為163位。
2016年被评为中国民营企业500强第三位，营业收入为3332.38亿元。
2020年魏桥在德国成立魏桥德国有限公司。
2023年4月，收購了北京汽車製造廠。

## 連結
- WeiqiaoCY.com （页面存档备份，存于）